# 長尾霞鯊
長尾霞鯊（学名：Centroscyllium granulatum）是霞鯊屬下一種所知甚少的鯊魚，是福克蘭群島的特有種。

## 身體特徵
長尾霞鯊沒有臀鰭，第二背鰭及鰭棘較第一背鰭的為大，下腹很長，胸鰭及腹鰭很少，有大眼睛及明顯的鼻孔，身體呈黑褐色。牠們非常細小，最多只有28厘米長。

## 分佈
長尾霞鯊只有在南大西洋的福克蘭群島可以見到。

## 習性及棲息地
現時對長尾霞鯊所知甚少，在450米水深處曾捕獲牠們。